# 乙胺丁醇/異煙肼/吡嗪醯胺/利福平
乙胺丁醇/異煙肼/吡嗪醯胺/利福平（ethambutol/isoniazid/pyrazinamide/rifampicin，也可寫為ethambutol/isoniazid/pyrazinamide/rifampin），是一種用於治療結核病的複方藥。它是乙胺丁醇、異煙肼、吡嗪酰胺和利福平四種成分的固定劑量組合。可單獨使用，也可以與其他抗結核藥物聯合使用。
- 乙胺丁醇是種治療結核病的藥物[2]
- 異煙肼，是具有殺菌作用的合成抗生素，對生長繁殖期的分枝桿菌有效，主要用於治療肺結核。[3]
- 吡嗪醯胺是種治療結核病的藥物[4]
- 利福平為一種半合成廣效性抗生素，[5]主要抑制細菌RNA的合成，有明顯的殺菌作用，可治療包含結核病、痲瘋病、沙眼，以及退伍軍人病等疾病。

給藥方式為口服。

## 醫療用途
這四種藥物各有其獨特作用，組合後使用能達到更佳的治療效果，而且這樣的複方劑對結核病的防治、特別是在資源有限的地區具有重要的臨床和公共衛生意義：
1. 協同作用及降低抗藥性:"協同作用（簡化治療方案）"，四種藥物作用機制不同，能同時攻擊結核菌的多個靶點，而大幅提高殺菌效果。結核病的標準治療方案需要長達6個月以上的時間，患者需長期服用多種藥物（通常是4種藥物）。將這些藥物合併為一複方劑，能大幅簡化治療過程。"降低抗藥性"，單一藥物容易導致結核菌產生抗藥性，而四種藥物聯合使用能降低抗藥性出現的機率，提高治療成功率。
2. 縮短療程：這些藥物能迅速殺死活躍生長的結核菌，縮短治療時間。吡嗪醯胺能有效殺死潛伏於巨噬細胞內的結核菌，減少復發的可能性。
3. 廣譜抗菌作用：這四種藥物對多種結核菌株都有效，包括對一般抗結核藥物有抗藥性的菌株。
4. 適應藥物資源有限的地區：複方劑有助於降低治療所需的藥物數量，減少藥物丟失的風險，而能更有效利用有限的醫療資源。
5. 降低治療成本:複方劑通常比單獨購買多種藥物更具成本效益，對於低收入地區的患者更能發揮作用。

## 副作用
藥物中四種成分會產生的副作用，使用此複方藥也會發生。使用吡哆醇（一種被稱為維生素B6的化合物之一）可將發生麻木的風險降低。不建議有肝臟問題或腎功能衰竭的個體使用。
此複方藥中的利福平成分常會導致個體的尿液、汗液及眼淚呈橘紅色。這是一種良性的副作用。但宜預先告知服用者，以免引起驚慌。這種變色也能用來確認藥物是否確實被身體吸收，若未變色，建議調整服藥時間，避免與食物或牛奶同時攝取。 

## 特定群體

### 懷孕
目前尚不清楚個體於懷孕期間使用對於胎兒是否安全。

### 母乳哺育
對於接受一線抗結核藥物（含本複方藥）治療的婦女，不應勸阻母乳哺育，因為這些藥物在母乳中的濃度很低，不會對哺乳嬰兒產生毒性。

### 兒童
此藥物可能不適用於治療兒童。

### 年長者或體重較輕者
大於60歲以上之個體、或體重少於50公斤之個體，可考慮給予每日依體重10毫克/公斤，或每日劑量500-750毫克。

## 社會與文化
此複方藥已列入世界衛生組織基本藥物標準清單之中。
此藥物在英國以Voractiv和Rimstar商品名稱於市場上販售。

## 外部連結
- . Drug Information Portal. U.S. National Library of Medicine.   [2024-11-22]. （原始内容存档于2021-09-18）.
- . Drug Information Portal. U.S. National Library of Medicine.   [2024-11-22]. （原始内容存档于2021-09-18）.
- . Drug Information Portal. U.S. National Library of Medicine.   [2024-11-22]. （原始内容存档于2022-11-26）.